# Giòi đuôi chuột

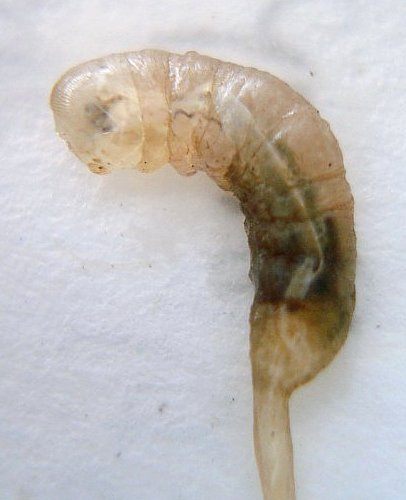
Ấu trùng của Eristalis tenax

Giòi đuôi chuột (tiếng Anh: rat-tailed maggot) là ấu trùng của một số loài ruồi giả ong thuộc tông Eristalini và Sericomyiini. Đặc trưng của giòi đuôi chuột là vòi hút dạng ống lồng vào nhau nằm ở phía sau cơ thể chúng. Bộ phận này hoạt động giống chức năng của ống thở, giúp ấu trùng hô hấp khi chìm trong nước. Vòi hút của những loài này thường có độ dài bằng với thân của chúng (20 mm (0,79 in) khi trưởng thành), nhưng có thể dài tối đa tới 150 mm (5,9 in). Bộ phận này được lấy để đặt tên phổ biến cho những loài có đặc điểm như vậy.
Loại giòi đuôi chuột thường gặp nhất là ấu trùng của loài Eristalis tenax. Loài này sống ở vùng nước tù đọng, thiếu oxy, có hàm lượng chất hữu cơ cao. Chúng có khả năng chịu ô nhiễm khá tốt và có thể sống ở các đầm chứa nước thải và hố phân.

## Thương mại
Những loài ấu trùng này, thường được gọi là "mousies", và được nuôi và bán làm mồi câu cá. Chúng đặc biệt phổ biến trong việc câu cá trên băng.

## Lây nhiễm
Các ca nhiễm bệnh dòi đường ruột ở người do giòi đuôi chuột gây ra từng được khi nhận, nhưng không phổ biến. Các triệu chứng có thể từ không có triệu chứng đến đau bụng, buồn nôn và nôn mửa hoặc ngứa hậu môn. Nhiễm trùng có thể do ăn phải thức ăn hoặc nước bị ô nhiễm, nhưng người ta nghi ngờ rằng ấu trùng ruồi vô tình ăn phải có thể sống sót trong đường tiêu hóa. Fritz Konrad Ernst Zumpt đề xuất một tên gọi thay thế là "bệnh dòi trực tràng". Ruồi bị thu hút bởi phân nên có thể đẻ trứng hoặc ấu trùng ở gần hoặc vào hậu môn, sau đó ấu trùng xâm nhập sâu hơn vào trực tràng. Chúng có thể sống sót bằng cách ăn chất thải ở đây, với điều kiện là vòi hút của chúng chạm tới hậu môn để đảm bảo sự hô hấp.

## Hình ảnh
- Ấu trùng của Eristalis tenax
- Ấu trùng của E. tenax
- Giòi đuôi chuột (chưa xác định được loài) ở Úc
- Giòi đuôi chuột (chưa xác định được loài) ở Philippines